# وست کنتن (کارولینای شمالی)
وست کنتن (به انگلیسی: West Canton) شهری در ایالت کارولینای شمالی کشور ایالات متحده آمریکا است که جمعیت آن در سرشماری سال ۲۰۱۰ میلادی، ۱٬۲۴۷ نفر بوده‌است.